# Pteroptrix arabica
Pteroptrix arabica is een vliesvleugelig insect uit de familie Aphelinidae. De wetenschappelijke naam is voor het eerst geldig gepubliceerd in 1970 door Ferrière.